# شهرستان وین (میزوری)
شهرستان وین، میزوری (به انگلیسی: Wayne County, Missouri) یک شهرستان در ایالات متحده آمریکا است که در میزوری واقع شده‌است.این شهرستان در تاریخ ۱۱ دسامبر ۱۸۱۸ به شکل رسمی سازماندهی گردید.شهرستان وین به یاد و خاطره ژنرال آنتونی ملقب به "دیوانه" که در جنگ انقلاب آمریکا شرکت کرده بود "وین" نامگذاری گردید.